# Le Gaffeur d'Hollywood
Pour plus de détails, voir Fiche technique et Distribution.
Le Gaffeur d'Hollywood (Hollywood Capers) est un dessin animé de la série américaine Looney Tunes réalisé par Jack King sorti le 19 octobre 1935. Il met en scène Beans le chat. Il est actuellement dans le domaine public.

## Synopsis
Beans veut entrer dans un studio de la « Warmer » Bros.. Mais après s'être présenté au gardien de ce dernier, contrairement aux acteurs vedettes W. C. Fields et à Charlie Chaplin, il se fait rejeter. Il parvient cependant à y entrer en se déguisant en Oliver Hardy. Dans le fameux studio, un film est en cours de tournage avec la vedette  Little Kitty. Beans finit par subir la colère du réalisateur, Jean-Louis Bou (Oliver Owl), en tombant d'un étage sur la scène. Le hibou le rejette dans une salle où se trouve un robot ressemblant au monstre de Frankenstein. Beans, effrayé, revient sur ses pas à reculons, mais par accident, il active le robot. Alors que ce dernier se déchaîne et que tout le monde fuit, Beans essaie de le frapper avec une barre de fer. Il échoue, et le robot le propulse dans une salle où se trouve une « machine à tempête » de cinéma, sorte de grand ventilateur. Le chat utilise cette machine pour détruire le robot qui, entré dedans, est éparpillé en plusieurs morceaux.

## Fiche technique
Sauf indication contraire, les informations mentionnées dans cette section peuvent être confirmées par la base de données cinématographiques IMDb,  présente dans la section « Liens externes ».
- Réalisateur : Jack King
- Scénario : George Manuell (non crédité)
- Producteur : Leon Schlesinger
- Musique : Norman Spencer (en)
- Montage : Treg Brown
- Durée : 7 minutes
- Format : Noir et blanc, rapport de forme 1,37 :1
- Son : Mono
- Genre : Animation, comédie
- Langue : Anglais
- Distribution : États-Unis :
  - 19 octobre 1935 : Warner Bros. Pictures (cinéma)

## Distribution

### Voix originales
Aucun comédien n'est cité au générique.
- Tommy Bond (en) : Beans le chat
- Billy Bletcher : le gardien du studio, le robot-monstre de Frankenstein
- Bernice Hansen : la chatte Little Kitty, le réalisateur hibou « Jean-Louis Bou » / Oliver Owl
- Tedd Pierce : W. C. Fields

### Voix françaises
- Patricia Legrand : Beans le chat
- Michel Vigné : le gardien du studio
- Bernard Métraux : le réalisateur hibou « Jean-Louis Bou », narration en voix-off

## Animateurs
- Rollin Hamilton :	animateur
- Chuck Jones : animateur (comme Charles Jones)
- John Carey : intervaliste (non crédité)
- Bob Clampett : animateur (non crédité)
- Ben Clopton (en) : animateur (non crédité)
- Nelson Demorest : assistant animateur (non crédité)
- Norm McCabe : intervaliste (non crédité)
- Robert McKimson : animateur (non crédité)
- Rod Scribner (en) : assistant animateur (non crédité)
- Paul J. Smith	: animateur (non crédité)
- Sandy Walker (en) : animateur (non crédité)
- Don Williams (en) : animateur (non crédité)

## Disponibilité
- Looney Tunes Golden Collection: Volume 3, disque 2